# Selenomonas
Selenomonas è un genere di batterio appartenente alla famiglia delle Acidaminococcaceae.